# Альфа Резца
Альфа Резца (α Резца, Alpha Caeli, α Caeli, сокращ. alf Cae, α Cae) — звезда в южном созвездии Резца. Звезда имеет видимую звёздную величину +4.45m, и, согласно шкале Бортля, видна невооружённым глазом даже на городском небе (англ. City sky).
Из измерений параллакса, полученных во время миссии Hipparcos, известно, что звезда удалена примерно на 65,7 св. лет (20,0 пк) от Земли. Звезда наблюдается южнее 49° с. ш., то есть видна южнее Нормандии, Ростова-на-Дону, Волгограда, Урумчи, Сахалина, Ванкувера и Квебека.
Само движение Альфа Резца показывает, что звезда движется довольно медленно относительно Солнца: её радиальная гелиоцентрическая скорость — −1 км/с, что составляет 10 % от скорости, местных звёзд Галактического диска, а также это значит, что звезда приближается к Солнцу. Сама звезда движется на юго-запад по небесной сфере. Звезда вращается вокруг ядра галактики Млечный путь на среднем расстоянии 8,006 кпк и с эксцентриситетом орбиты равным 0,07. Эта орбита лежит близко к плоскости галактики, и система движется не более чем на 0,05 кпк выше или ниже этой плоскости. Альфа Резца, вероятно, является членом движущейся группы звёзд Большой Медведицы, которые имеют сходные кинематические свойства и, вероятно, происходят из одного и того же звёздного скопления.

## Имя звезды
Альфа Резца— (латинизированный вариант лат. Alpha Caeli) является обозначением Байера, данное им звезде в 1603 году.
Обозначения двух компонентов как Альфа Резца A и B вытекают из конвенции, используемой Вашингтонским каталогом визуально-двойных звёзд (WDS) для звёздных систем, и принятого Международным астрономическим союзом (МАС).

## Свойства кратной системы
Альфа Резца— кратная система, имеющая слабый спутник, который довольно труден для разрешения маленьким телескопом. Спутник звезды — карлик 12-й величины (примерно 12,5m), который сам, скорее всего, является парой звёзд, находится на угловом расстоянии в 7,5 ", что соответствует расстоянию, по крайней мере, 133 а.е. и периоду, по крайней мере, 1000 лет (для сравнения радиус орбиты Плутона равен ~40 а.е. и период обращения равен ~250 лет). Если мы будем смотреть со стороны Альфа Резца A на Альфа Резца B, то мы увидим пару близких красноватых звёздочек, которые светятся с яркостью −9.97m, то есть с яркостью 120 Венер, то есть каждая звезда будет светиться красноватым цветом с яркостью примерно 60 Венер. И наоборот, если мы будем смотреть со стороны Альфа Резца B на Альфа Резца A, то мы увидим жёлто-белую звезду, которая светит с яркостью −18.03m, то есть с яркостью 131 луны в полнолунии. Возраст системы Альфа Резца, не очень большой и составляет порядка 0,9 млрд. лет.

### Компонент A
Альфа Резца A — это жёлто-белый карлик спектрального класса F2V, что указывает на то, что водород в ядре звезды служит ядерным «топливом», то есть звезда находится на главной последовательности. Звезда излучает энергию со своей внешней атмосферы при эффективной температуре около 6991 К, что придаёт ей характерный жёлто-белый цвет звезды спектрального класса F. Поскольку звезда находится относительно недалеко, то её радиус можно оценить и напрямую из углового диаметра звезды. И первая такая попытка была сделана в 1973 году во время которой угловой диаметр звезды был оценён в 0, 52 mas, а радиус был оценён в солнечный, что конечно мало для звезды спектрального класса F. Сейчас считается, что радиус звезды равен 1,3 {\displaystyle R_{\bigodot }}, а масса равна 1,48 {\displaystyle M_{\bigodot }}. Из температуры и радиуса, используя закон Стефана-Больцмана, можно узнать, что её светимость в несколько раз больше солнечной светимости и равна 3,6 {\displaystyle L_{\bigodot }}
Звезда имеет поверхностную гравитацию 4,01 СГС или 102,3 м/с2, то есть почти в втрое меньше, чем на Солнце (274,0 м/с2), что объясняется небольшой массой при довольно большом для такой массы радиусе. Звезды, имеющие планеты, имеют тенденцию иметь большую металличность по сравнению с Солнцем, но Альфа Резца A имеет на 21 % меньшее значение металличности: содержание железа в ней относительно водорода составляет 79 % от солнечного. Для того чтобы планета, аналогичная нашей Земле, получала примерно столько же энергии, сколько она получает от Солнца, её надо было бы поместить на расстоянии 1,9 а.е., то есть примерно на полпути между Марсом и поясом астероидов. Причём с такого расстояния, Альфа Резца A выглядела бы на 28 % меньше нашего Солнца, каким мы его видим с Земли — 0,36° (угловой диаметр нашего Солнца — 0,5°).
Вращаясь с экваториальной скоростью 47,0 км/с (то есть со скоростью в несколько раз больше солнечной), Альфа Резца A требуется порядка 1,4 дней, чтобы совершить полный оборот. что значительно быстрее Солнца и типично для более горячих F-звёзд, которые находятся вблизи так называемой «скорости отрыва» (англ. rotation break), при которой от звезды на экваторе будет отрывается масса и которая отделяет медленно вращающиеся звезды, такие как наше Солнце, от более быстро вращающихся и более горячих звёзд.
Альфа Резца A может быть слегка переменной звездой типа Дельты Щита, скорее похожей на более яркий Каф (Бета Кассиопеи).

### Компонент B
Альфа Резца B — видна в небольшой телескоп как карлик спектрального класса M0.5V и видимой звёздной величиной 12,5m. Однако при большем увеличении звезда распадается на пару звёзд с видимой звёздной величиной 7.6m и 7.9m. Пара звёзд Альфа Резца Вa и Bb настоящее время находятся на угловом расстоянии друг от друга 0,6 угловых секунд, что указывает на орбиту с большой полуосью, примерное значение которой составляет ~12 а.е. (для сравнения радиус орбиты Сатурна равен 9,54 а.е. и период обращения равен ~ 29,5 лет).
Пара звёзд Альфа Резца Вa и Bb весит всего 0,3 {\displaystyle M_{\bigodot }}. Малая масса даёт «компоненту В» малую яркость, всего лишь несколько процентов от солнечной и эти красные карлики имеют температуру поверхности около 3800 К, что делает его источником инфракрасного излучения . Также каждая звезда из пары звёзд Альфа Резца B, вероятнее всего является «вспыхивающей звездой», которая (подобно Проксиме Центавра) может непредсказуемо увеличить яркость на величину или больше в результате высвобождения магнитной энергии.

## История изучения кратности звезды
Двойственность звезды была открыта в 1896 году учёными из Гарвардской обсерватории (компонент AB) и звезда вошла в каталоги как HDO 190 . В 2005 году была открыта двойственность компонента B (компоненты Ba,Bb). Согласно Вашингтонскому каталогу визуально-двойных звёзд, параметры этих компонентов приведены в таблице:
| Компонент | Год  | Количество измерений | Позиционный угол | Угловое расстояние | Видимая звёздная величина 1 компонента | Видимая звёздная величина 2 компонента |
| AB        | 1896 | 9                    | 125°             | 3.0″               | 4.45m                                  | 12.5m                                  |
| AB        | 1898 | 9                    | 112°             | 5.6″               | 4.45m                                  | 12.5m                                  |
| AB        | 1933 | 9                    | 121°             | 6.6″               | 4.45m                                  | 12.5m                                  |
| AB        | 2005 | 9                    | 137°             | 7.5″               | 4.45m                                  | 12.5m                                  |
| Ba,Bb     | 2005 | 1                    | 90°              | 0.6″               | 7.6m                                   | 7.9m                                   |

Обобщая все сведения о звезде, можно сказать, что у звезды Альфа Резца есть спутник двенадцатой величины, находящийся на угловом расстоянии 7,5 секунд дуги. Сохраняя подобное расстояние в течение последних более чем 100 лет, он, несомненно, настоящий компаньон. Также, очень вероятно, что сам компонент B является двойной звездой.

## Ближайшее окружение звезды
Следующие звёздные системы находятся на расстоянии в пределах 20 световых лет от звезды Альфа Резца (включены только: самая близкая звезда, самые яркие (<6,5m) и примечательные звёзды). Их спектральные классы приведены на фоне цвета этих классов (эти цвета взяты из названий спектральных типов и не соответствуют наблюдаемым цветам звёзд):
| Звезда             | Спектральный класс | Расстояние, св. лет |
| Глизе 1071         | K5 V               | 7.99                |
| Гамма Золотой Рыбы | F4 III             | 12.07               |
| Бета Живописца     | A5 V               | 16.63               |

Рядом со звездой, на расстоянии 20 световых лет, есть ещё порядка 10 красных, оранжевых карликов и жёлтых карликов спектрального класса G, K и M.